# Emisijska meglica
Emisijska meglica je sestavljena iz vročih orjakinj, ki so blizu druga drugi. So v področju H II in jih je v naši Galaksiji več sto. Vidimo jih kot preplet svetlih (ioniziranih) področij s temnim (neioniziranim) plinom in zvezdami. So rdečkaste barve.